# Lithacodia glaucopis
Lithacodia glaucopis là một loài bướm đêm trong họ Noctuidae.